# Sword Art Online: Fatal Bullet
Sword Art Online: Fatal Bullet (ソードアート・オンライン フェイタル・バレット Sōdo Āto Onrain: Feitaru Buretto?) es un videojuego de acción y disparos en tercera persona desarrollado por Dimps para PlayStation 4, Xbox One, Nintendo Switch y Microsoft Windows basada en la franquicia de novelas ligeras Sword Art Online de Reki Kawahara. Es el quinto videojuego de la serie y es el sucesor del videojuego Sword Art Online: Hollow Realization.
Teniendo lugar en la realidad virtual del videojuego de rol multijugador masivo en línea (VRMMORPG) Gun Gale Online, Fatal Bullet presenta una línea del tiempo alternativa de la serie de novelas ligeras y del anime de la segunda temporada.
La versión de PlayStation 4 se lanzó en Japón el 8 de febrero de 2018, con el lanzamiento mundial en PlayStation 4, Xbox One y Microsoft Windows el 23 de febrero del mismo año. La versión de Nintendo Switch se lanzó el 8 de agosto de 2019 en Japón como una edición completa bajo el título Sword Art Online: Fatal Bullet Complete Edition, que incluye todos los DLC del juego, y el 9 de agosto del mismo año en todo el mundo.

## Modo de juego
A diferencia de las entregas anteriores, Fatal Bullet presenta la creación original de personajes y el uso de armas de fuego en la batalla, aunque otras armas como el sable de luz de Kirito también están disponibles en el juego. A medida que avanza en la historia de la trama, también se puede desbloquear la capacidad de empuñar un arma y una espada de fotones de manera similar al propio Kirito. Siendo un híbrido de videojuegos de acción y de disparos en tercera persona, los jugadores pueden subir de nivel y adquirir habilidades a medida que avanza el juego. Mientras luchan, los jugadores cuentan con un cable que les permite moverse rápidamente; aunque el cable no se encuentra en el canon Gun Gale Online, se incluye un sistema Bullet Line, que sirve como ayuda para defender al usuario.
Como en las entregas anteriores, el jugador puede entablar conversaciones en la trama con otros personajes; como Kirito, uno puede hacerlo con aquellos en el canon, mientras que el avatar protagonista tiene tales diálogos con personajes del universo del juego.

## Sinopsis
Fatal Bullet tiene lugar en el Gun Gale Online, un VRMMORPG que se introdujo en la segunda temporada del anime y del manga Phantom Bullet. Después de los eventos de Sword Art Online: Hollow Realization, el Gun Gale Online fue lanzado por Zaskar tras el advenimiento de La Semilla.
El jugador crea su propio personaje, que se une al Gun Gale Online junto a su amiga Kureha. Durante la historia, el dúo conoce a ArFA-sys, una humanoide de inteligencia artificial, junto con el resto del elenco principal. En contraste con las novelas ligeras y el anime, personajes como Asuna y Leafa están presentes en el Gun Gale Online. Otros personajes introducidos en el juego incluyen a Basalt Joe, un jugador poderoso que frecuentemente reta al protagonista a reclamar a ArFA-sys, Zeliska, una jugadora fuerte, pero amigable que también tiene un ArFA-sys e Itsuki, un estratega y francotirador por el uso de trampas como minas terrestres.
El capítulo final de la historia principal del juego también ofrece un final de ramificación basado en la elección del jugador y proporciona un tercer final, llamado "Final verdadero" como el final del canon.
El autor Reki Kawahara, supervisó el desarrollo de la historia del juego. A medida que avanza el juego, el jugador puede cambiar al modo Kirito, que le permite jugar una historia diferente.

## Desarrollo
El juego fue anunciado el 18 de agosto de 2017. Desarrollado por Dimps, Fatal Bullet se realizó en Unreal Engine 4; un escritor de Siliconera describió la jugabilidad como algo similar al juego Freedom Wars, otro juego producido por Dimps.
Fatal Bullet es el primero de la serie SAO en estar disponible en Xbox One y PC, este último se puede descargar a través de Steam.

## Recepción
Sword Art Online: Fatal Bullet recibió críticas "mixtas o promedio", según Metacritic. IGN tenía una calificación mixta, diciendo: "...el pobre ritmo de la historia y la naturaleza repetitiva de la exploración lo arrastraron hacia abajo. Si bien es un buen cambio de ritmo para los juegos basados en SAO, todavía carece del esmalte necesitario para destacar realmente". Josh Tolentino, de Destructoid, calificó la versión de PlayStation 4 como 7/10, indicando "bueno", dijo que era: "Solido y definitivamente tiene una audiencia. Podría haber algunas fallas difíciles de ignorar, pero la experiencia es divertida".

### Ventas
En Japón, se vendieron aproximadamente 11.770 en formato físico para Nintendo Switch durante su semana de lanzamiento, convirtiéndose en el juego número cinco en ventas de cualquier formato. Steam Spy estima que el juego vendió al menos 500.000 formatos digitales en Steam.